# Лео Бек
Лео Бек (на иврит: ליאו בק) е евреин и равин от немско-полски произход. Учен и водач на прогресивния юдаизъм в Берлин.
През 1933 г. с идването на НСДАП на власт отказва да напусне Германия, и става член на създадения от новата власт Еврейски съвет.
През 1943 г. е изпратен Терезиенщадт, където е ръководител на еврейските старейшини.
След края на Втората световна война, защитава охраната на лагера в Терезиенщадт от саморазправа от страна на концлагеристите. След войната напуска Германия и живее в Лондон и Ню Йорк.